# Cryptosepalum staudtii
Cryptosepalum staudtii är en ärtväxtart som beskrevs av Hermann August Theodor Harms. Cryptosepalum staudtii ingår i släktet Cryptosepalum, och familjen ärtväxter. Inga underarter finns listade i Catalogue of Life.